# Gorni Conewci
Gorni Conewci (bułg. Горни Цоневци) – wieś w środkowej Bułgarii, w obwodzie Gabrowo, w gminie Trjawna. Obecnie miejscowość jest wyludniona.